# Erbray
Erbray település Franciaországban, Loire-Atlantique megyében. Lakosainak száma 3062 fő (2022. január 1.). Erbray Châteaubriant, Juigné-des-Moutiers, Louisfert, Moisdon-la-Rivière, Petit-Auverné, Saint-Julien-de-Vouvantes és Soudan községekkel határos.

## Népesség
A település népességének változása:
| Lakosok száma | 1808 | 2152 | 2392 | 2695 | 2948 | 2946 | 3006 | 3043 | 3045 | 3062 |
|               | 1968 | 1982 | 1990 | 2006 | 2013 | 2015 | 2017 | 2019 | 2020 | 2022 |